# Guerra de Kargil
La Guerra de Kargil, también conocida como Conflicto de Kargil, fue un conflicto armado entre India y Pakistán que tuvo lugar en el distrito de Kargil, en la región de Cachemira entre el 3 de mayo y el 26 de julio de 1999. La causa de la guerra fue la infiltración de soldados pakistaníes y militantes de Cachemira en el lado indio de la Línea de control, que sirve de frontera de facto entre las dos naciones. Pakistán culpó enteramente de la guerra a los intentos independentistas de Cachemira; sin embargo, documentos y declaraciones del primer ministro pakistaní y del jefe del ejército demuestran la intervención de fuerzas paramilitares pakistaníes. El ejército indio, apoyado por la fuerza aérea, atacó las posiciones enemigas, y con el apoyo de la diplomacia internacional, finalmente, forzó su retirada.
Esta guerra es uno de los ejemplos más recientes de conflictos bélicos en terreno montañoso a grandes altitudes sobre el nivel del mar y representó problemas logísticos significativos para ambos lados. Es además el primer conflicto entre estas dos naciones después de que estas desarrollaran armas nucleares. La guerra intensificó la tensión entre ambos países e hizo que India aumentara sus gastos de defensa. En Pakistán, las repercusiones causaron inestabilidad en el gobierno y en la economía, y el 12 de octubre de 1999, se produjo un golpe de Estado por parte del entonces jefe del ejército, Pervez Musharraf.

## Ubicación

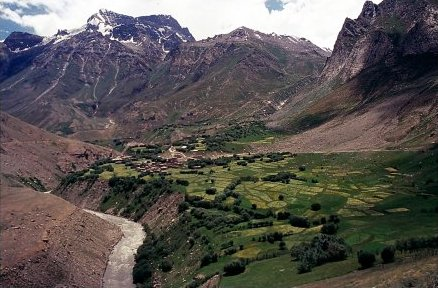
Valle de las montañas del Kargil.

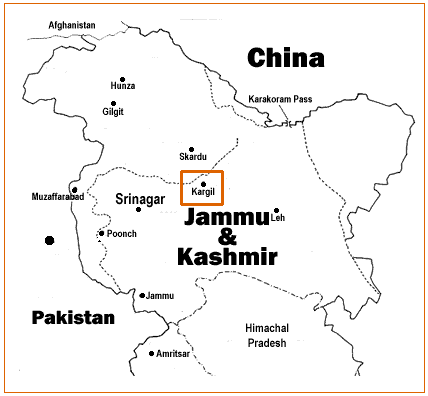
Ubicación del conflicto.

Antes de la partición de la India en 1947, Kargil fue parte de Gilgit-Baltistán, una región de una amplia diversidad lingüística, étnica y religiosa debido, en parte, a la gran cantidad de  valles aislados que están separados por algunas de las montañas más altas del mundo. La Primera Guerra de Cachemira (1947-48) dio como resultado que la mayor parte de la región de Kargil fuera un territorio de la India; después, tras la derrota de Pakistán en la Guerra India-Pakistán de 1971 el resto de las áreas, incluyendo puestos militares estratégicos, pasaron a ser también territorio de la India.
Es de destacar que Kargil es el único distrito de la subdivisión de Ladakh que tiene una mayoría musulmana. El pueblo y el distrito de Kargil se encuentran en la actualidad en lo que se conoce como Jammu y Cachemira. Se sitúa justo en la línea de control (LOC por sus siglas en inglés), la frontera de facto entre las dos naciones, situada a 120 kilómetros de Srinagar, de cara a las áreas del norte. Como otras áreas de la cordillera del Himalaya, tiene un clima templado. Los veranos son frescos, con noches glaciales, mientras que los inviernos son largos y helados, con temperaturas que caen a los -40 °C (-40 °F). La carretera nacional que conecta Srinagar con Leh corta a través de Kargil.
El área que presenció la infiltración y la lucha es una franja de 160 km de largo en la frontera de la LOC, pasando por alto una carretera vital en el lado Indio de Cachemira. Aparte de la capital del distrito, Kargil, la línea frontal del conflicto agregó al pequeño pueblo de Drass así como también al sector de Batalik, el valle de Mushko y otras áreas aledañas, incluyendo la frontera. Los puestos militares en esta cadena montañosa se encontraban alrededor de los 5000 m de altura, y algunos hasta los 5600 m.